# IPMK
IPMK (англ. Inositol polyphosphate multikinase) – білок, який кодується однойменним геном, розташованим у людей на 10-й хромосомі. Довжина поліпептидного ланцюга білка становить 416 амінокислот, а молекулярна маса — 47 222.
| 10         |  | 20         |  | 30         |  | 40         |  | 50         |
| ---------- |  | ---------- |  | ---------- |  | ---------- |  | ---------- |
| MATEPPSPLR |  | VEAPGPPEMR |  | TSPAIESTPE |  | GTPQPAGGRL |  | RFLNGCVPLS |
| HQVAGHMYGK |  | DKVGILQHPD |  | GTVLKQLQPP |  | PRGPRELEFY |  | NMVYAADCFD |
| GVLLELRKYL |  | PKYYGIWSPP |  | TAPNDLYLKL |  | EDVTHKFNKP |  | CIMDVKIGQK |
| SYDPFASSEK |  | IQQQVSKYPL |  | MEEIGFLVLG |  | MRVYHVHSDS |  | YETENQHYGR |
| SLTKETIKDG |  | VSRFFHNGYC |  | LRKDAVAASI |  | QKIEKILQWF |  | ENQKQLNFYA |
| SSLLFVYEGS |  | SQPTTTKLND |  | RTLAEKFLSK |  | GQLSDTEVLE |  | YNNNFHVLSS |
| TANGKIESSV |  | GKSLSKMYAR |  | HRKIYTKKHH |  | SQTSLKVENL |  | EQDNGWKSMS |
| QEHLNGNVLS |  | QLEKVFYHLP |  | TGCQEIAEVE |  | VRMIDFAHVF |  | PSNTIDEGYV |
| YGLKHLISVL |  | RSILDN     |  |            |  |            |  |            |

A: Аланін

C: Цистеїн

D: Аспарагінова кислота

E: Глутамінова кислота

F: Фенілаланін

G: Гліцин

H: Гістидин

I: Ізолейцин

K: Лізин

L: Лейцин

M: Метіонін

N: Аспарагін

P: Пролін

Q: Глутамін

R: Аргінін

S: Серин

T: Треонін

V: Валін

W: Триптофан

Кодований геном білок за функціями належить до трансфераз, кіназ, фосфопротеїнів. 
Задіяний у такому біологічному процесі, як ацетилювання. 
Білок має сайт для зв'язування з АТФ, нуклеотидами. 
Локалізований у ядрі.